# Великобузовский сельский совет (Шишацкий район)
Великобузовский сельский совет (укр. Великобузівська сільська рада) — входит в состав
Шишацкого района
Полтавской области
Украины.
Административный центр сельского совета находится в 
с. Великая Бузова.

## Населённые пункты совета
- с. Великая Бузова
- с. Демьянки
- с. Зелёное
- с. Малая Бузова
- с. Науменки
- с. Низовая Яковенщина
- с. Тищенки
- с. Цевы
- с. Яковенщина-Горовая